# Creativiña

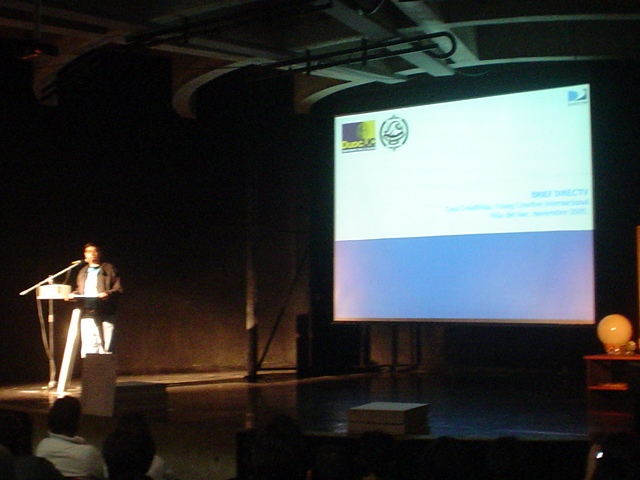
Presentación Brief Creativiña VI 2005.

Creativiña, primer concurso de origen regional creado y gestionado por la carrera de Publicidad del Instituto Profesional Duoc UC de sede Viña del Mar en Chile, convoca a escuelas publicitarias de toda Latinoamérica, así como actores relevantes de la industria. En 2023 se celebrará su versión XX, después de un pequeño hiatus por la pandemia de COVID-19.
Este concurso es único en América Latina en la modalidad presencial y que mide los talentos de los futuros creativos, como también celebra las grandes ideas de la industria publicitaria. Su meta principal es construir un espacio para la creatividad, vinculando desarrollos de Seminario, Concursos de Creatividad o Young Creative internacional inspiración. Creativiña, se presenta como una plataforma para el aprendizaje colaborativo, donde los participantes pueden compartir e intercambiar ideas, proyectos y recursos relacionados con la creatividad, diseño y las tendencias publicitarias.

### Historia, Nombre y Vinculación
La idea comienza en el año 2000 a cargo de docentes de la carrera de Publicidad, bajo la idea de Antonio Correa R y el presidente de la comisión Antonio Pujol M, director de la carrera en la fecha, buscando la idea de acercar la industria publicitaria a la escuela de comunicación. 
En palabras de uno de los creadores y gestores del concurso, Eugenio Sánchez: “debíamos encontrar la vinculación con Viña como marca local y el nombre parte de los elementos Viña y Creatividad: Creativiña” Buscando hacer el rescate de conceptos: “La Ola” reconocido premio del certamen, está relacionada con las nueva generaciones de creativos de la industria publicitaria, estas “olas” son las generaciones que cada año ingresan a la casa de estudio y luego se convierte en parte del mundo laboral “las olas que vienen y las olas que van”.
Desde sus inicios se planteó como una convocatoria abierta para las demás casas de estudio de la región y del país: finalmente convocó, en sus primeras versiones a más de 70 duplas creativas de toda Latinoamérica, destacando Argentina, Uruguay y México.

### Evolución gráfica

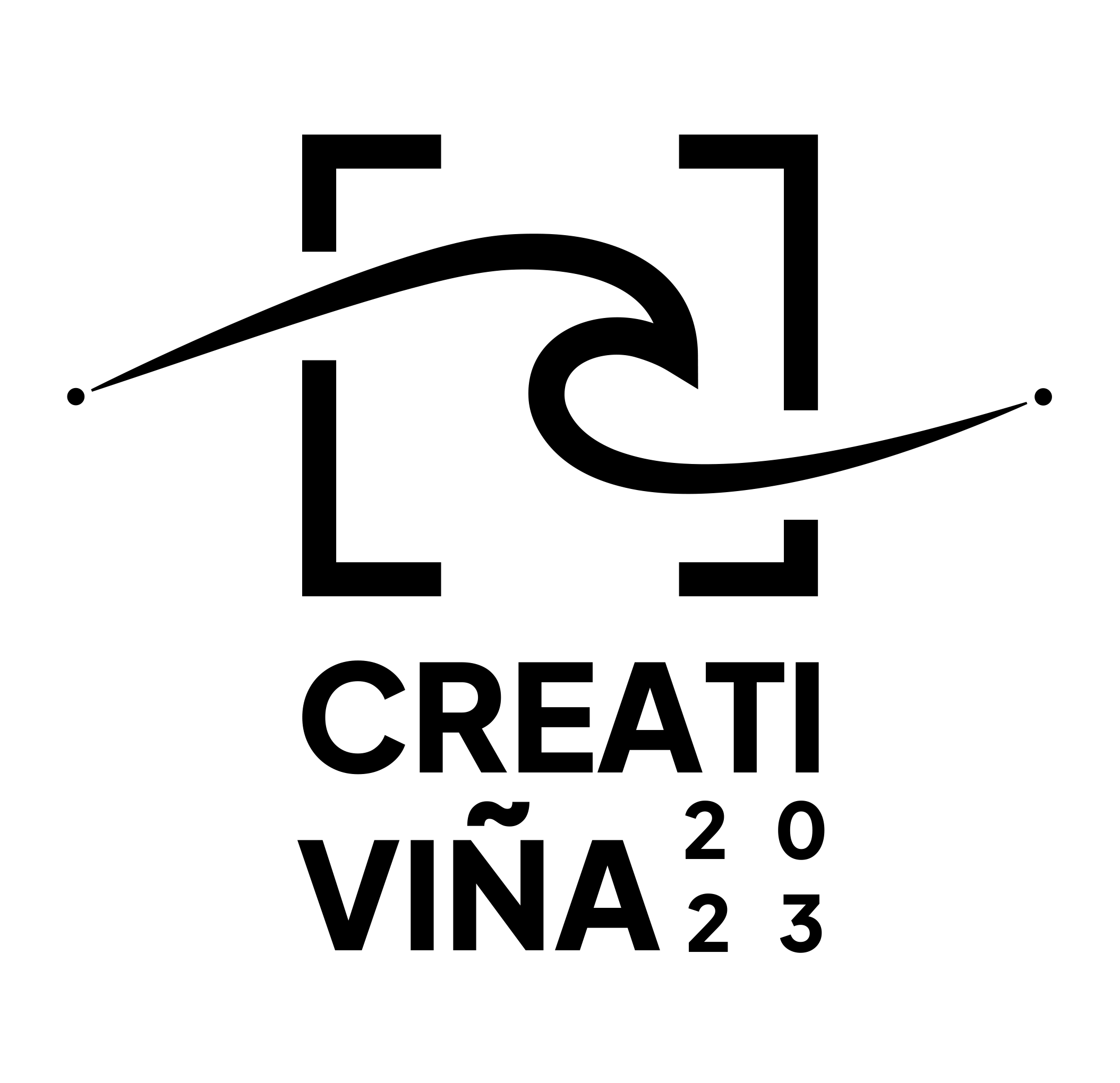
Versión 2023

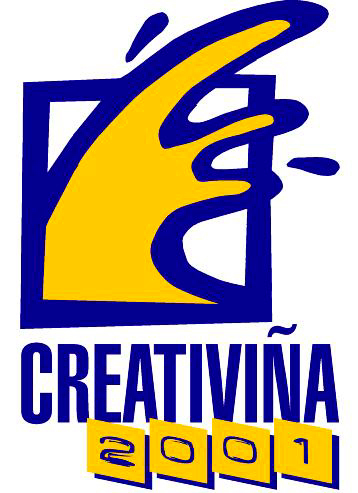
Logo Creativiña 2001

Cabe destacar que la marca gráfica de la versión XX fue realizada por los propios alumnos de publicidad Duoc UC de sede Viña del Mar, quienes participaron creando sus visiones y versiones de cómo debería verse el concurso para esta nueva edición. Los seleccionados fueron Macarena Freire, Javiera Freire, Francisco Valencia y Pablo Vargas, alumnos de séptimo semestre con la tutoría del docente Sergio Miranda.
En cuanto al concepto creativo en dirección de arte y propuesta audiovisual de esta versión, se sumaron además en su elaboración los estudiantes Ashley Berríos, Javiera Pimentel, Valentina Rivas, César Pérez y Gabriel Zapata; todos bajo la guía de los docentes Christian Cid y Rodrigo Medel. 

### Nueva Versión
Para su 20° versión, a realizarse durante el 12 y 13 de octubre de 2023 y en el marco de los 40 años de la carrera de publicidad en Duoc UC, se retomará el concurso. Esta versión estará bajo el concepto: “reabriendo grandes ideas” en sus tres categorías de participantes: Escolar Superior, Industria (agencias de publicidad de la región de Valparaíso) y una versión para estudiantes de educación media. La inscripción, bases y más material estarán disponibles en la  Página Oficial de Creativiña

### Concurso

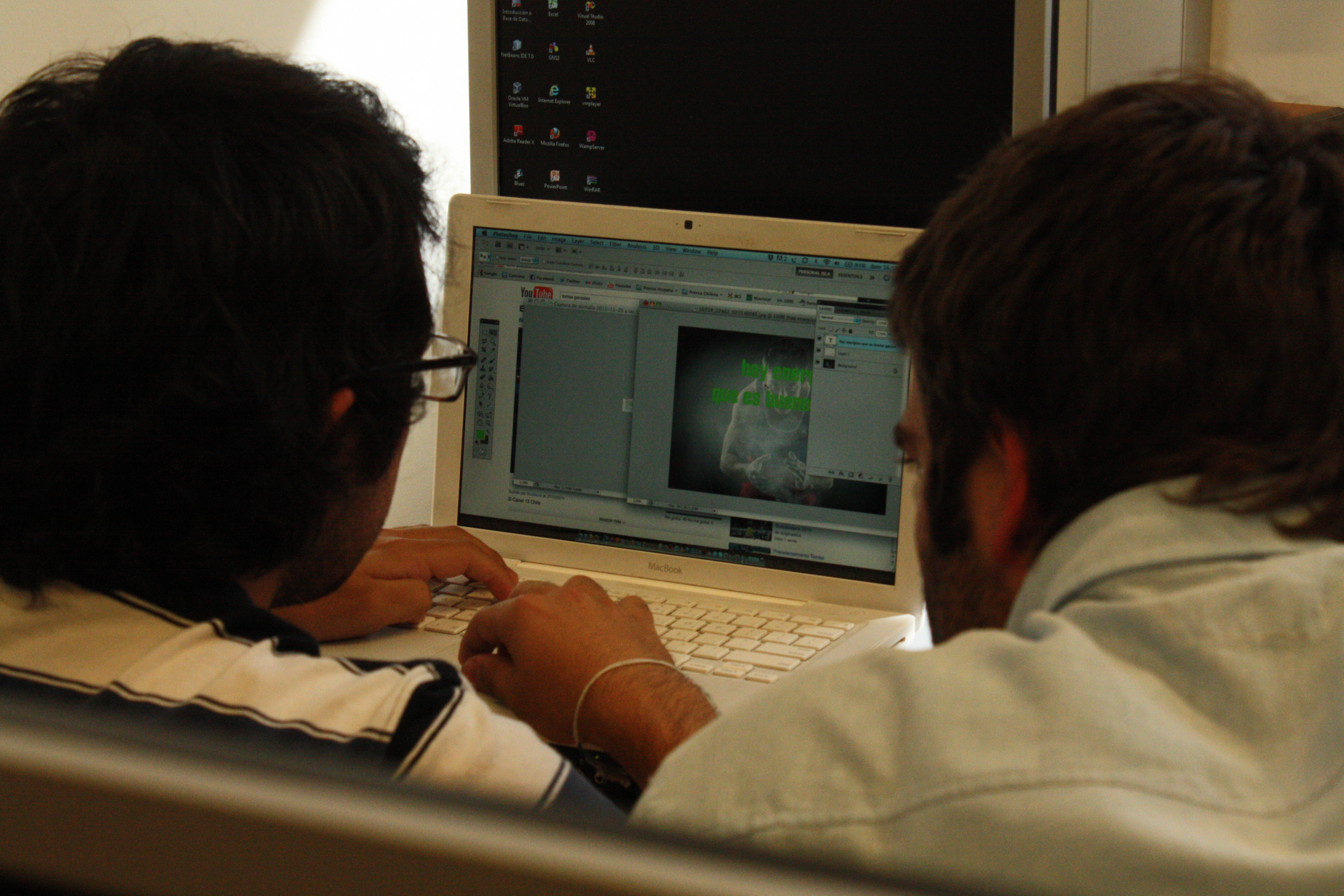
Dupla de Estudiantes trabajando en Creativiña X (2009)

Creativiña, en esta 20° versión regresa totalmente renovada bajo el concepto “reabriendo las grandes ideas”, que busca rescatar el valor de las ideas más creativas que, a pesar de desecharlas en una primera instancia, persiguen al creador hasta ser materializadas con éxito.  

Tal como en versiones previas, se realizará la Categoría Superior, centrado este año en estudiantes de publicidad a nivel nacional, y se suman dos nuevas categorías: Industria (agencias publicitarias de la Región de Valparaíso) y Escolares (alumnos de tercero y cuarto medio).  

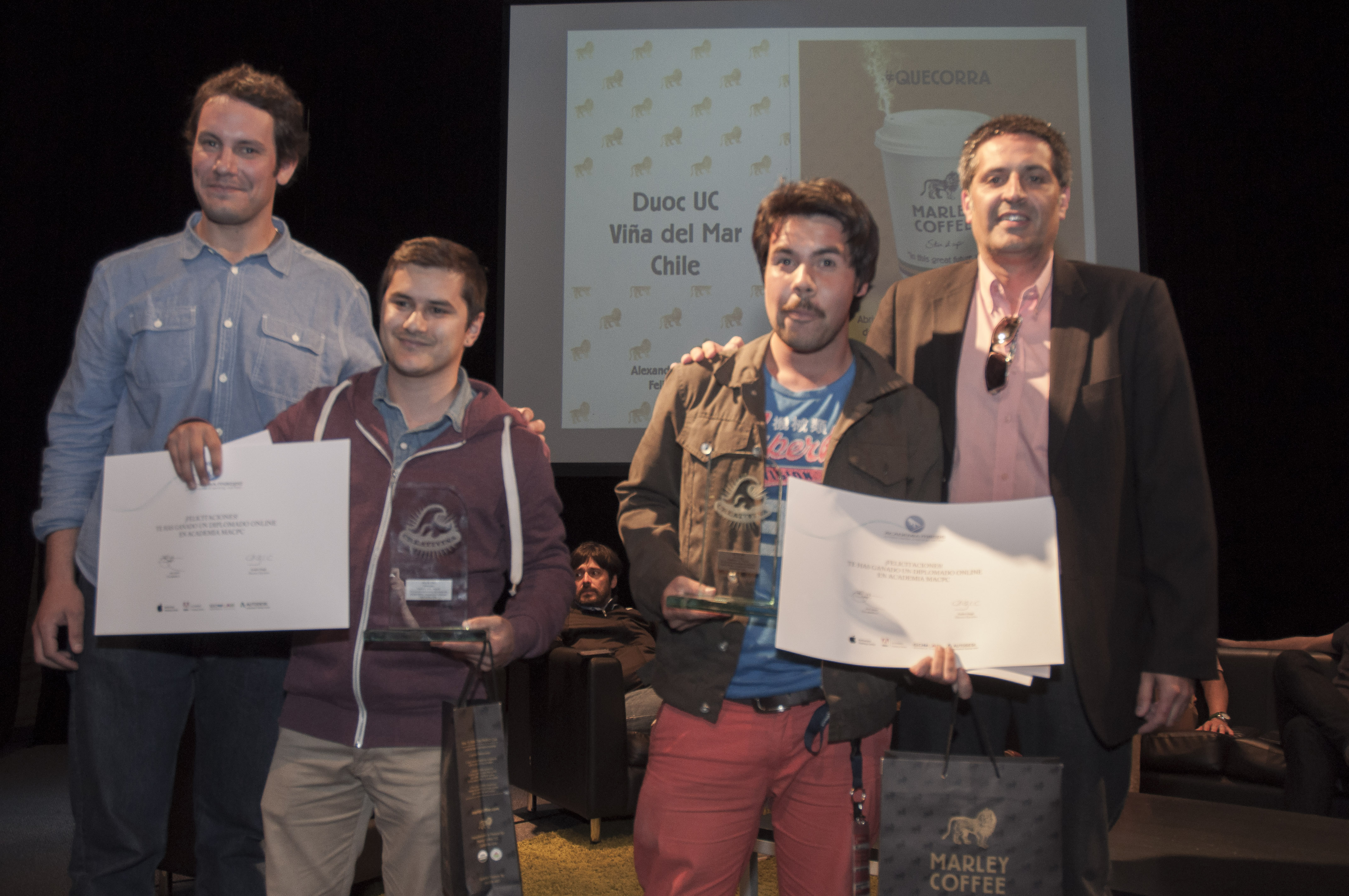
Premiación: Categoría Ola de Oro 2014

En el concurso superior participarán duplas de estudiantes, previa inscripción desde sus mismas casas de estudio. En cambio, los estudiantes de educación media se presentarán en formato agencia, con un máximo de 4 integrantes y docente tutor. Ambas categorías recibirán un desafío real que deberán desarrollar y entregar el mismo día del evento que luego serán evaluadas por marcas-clientes reales que auspician el evento.  
Para difundir la creatividad y acercar la industria local con la nacional, la organización creó la categoría industria para invitar a las agencias o profesionales de publicidad y marketing que estén ubicados en la Región de Valparaíso. A diferencia de la categoría anterior, deben presentar una campaña publicitaria realizada que contemple 3 medios simultáneos.  
De manera simultánea al desarrollo de los desafíos, se desarrollará el Congreso de Publicidad en el teatro de la sede, el que contará con destacados expositores con amplia experiencia y galardonados en festivales nacionales, como internacionales tales como Cannes Lions International, Effie Awards y Festival Achap.  
Para la definición de las duplas y las agencias ganadoras de la Ola de Oro, premio característico del certamen que está vinculado a las nuevas generaciones de creativos, la organización seleccionó a destacados profesionales con amplia trayectoria en la industria de la publicidad, cuya misión será escoger las mejores ideas.  

Listado de Ganadores por versión
| Versión | Año  | Marca Caso        | Ola de Oro                                                           | Institución                       | País                              | Ola de Plata                                                         | Institución                       | País                              | Ola de Bronce                          | Institución                           | País                                  |
| I       | 2000 |                   | Carlos Trujillo - Gonzalo Seguel                                     | Universidad de las Américas       | Chile                             | Desierto                                                             | Desierto                          | Desierto                          | Marcos García - Ramiro Vergara         | Universidad de las Américas           | Chile                                 |
| II      | 2001 |                   | Desierto                                                             | Desierto                          | Desierto                          | Ana Laura Farías - Georgina Suárez                                   | CUMP                              | México                            |                                        |                                       |                                       |
| III     | 2002 | Adidas            | Magriet Berndt - Esteban Núñez                                       | DuocUC Sede Viña del Mar          | Chile                             | Gustavo Sucri - Valentín Villamil                                    | Escuela Superior de Creativos     | Argentina                         | Gueri Segura - Gabriel Martínez        | CUMP                                  | México                                |
| IV      | 2003 | Rock & Pop        | Sebastián Fulgencio - Federico Zamponi                               | Escuela Superior de Creativos     | Argentina                         | Máximo Biafore - Pablo Holmberg                                      | Escuela Superior de Creativos     | Argentina                         | Gonzalo Ferrada - Alberto Osorio       | DuocUC Sede XXX                       | Chile                                 |
| V       | 2004 | Ford              | Carlos Müller - Felipe Gálvez                                        | Universidad del Pacífico          | Chile                             | Patricio Elfi - Diego Fernández                                      | Escuela Superior de Creativos     | Argentina                         | Martín Insua - Matías Asencio          | Escuela Superior de Creativos         | Argentina                             |
| VI      | 2005 | DirecTV           | Mariano Palomeque - Ignacio Pérez                                    | UADE                              | Argentina                         | Rodrigo Sanjuán - Cristián Reyes                                     | CUMP                              | México                            |                                        | INACAP Maipú                          | Chile                                 |
| VII     | 2006 | E. Kovacs         | Ignacio Pagliano - Juan Pablo Rivarosa                               | Universidad siglo XXI             | Argentina                         | Víctor Rodríguez                                                     | DuocUC Sede Viña del Mar          | Chile                             |                                        |                                       |                                       |
| VIII    | 2007 | Can-Am            | Jorge Lyon - Gabriel Faud                                            | Universidad del Pacífico          | Chile                             | Yasna Carrasco - Daniela Véliz                                       | Universidad Autónoma de Chile     | Chile                             | Máximo Báez - Gonzalo Valdés           | Universidad Mayor                     | Chile                                 |
| IX      | 2008 |                   | Gisella Soria - Marco Truppel                                        | Escuela Superior de Creativos     | Argentina                         | Robinson Riquelme - Franciso Loutit                                  | DuocUC Sede Concepción            | Chile                             | Desierto                               | Desierto                              | Desierto                              |
| X       | 2009 | ONU               | Jorge Flores – Martín Merino                                         | UNIACC                            | Chile                             | Alejandro Barredo – Hernán Urasandi                                  | Escuela Superior de Creativos     | Argentina                         | Verónica Olivares - Eduardo Gamboa     | USACH                                 | Chile                                 |
| XI      | 2010 | LG                | Santiago Guillamondegui – Gonzalo Prunest                            | Universidad siglo XXI             | Argentina                         | Tomás Gianelli - Maximiliano Elbo                                    | Escuela Superior de Creativos     | Argentina                         | Ariela Giacco - Emiliano Paladino      | Universidad siglo XXI                 | Argentina                             |
| XII     | 2011 | Greenpeace        |                                                                      |                                   |                                   | Ignacio González - Francisco Pérez                                   | INACAP Maipú                      | Chile                             |                                        |                                       |                                       |
| XIII    | 2012 | Effie Awards      | Desierto                                                             | Desierto                          | Desierto                          | Padovani                                                             | Universidad siglo XXI             | Argentina                         | Castillo                               | DuocUC Sede Plaza Vespucio            | Chile                                 |
| XIV     | 2013 | Go Pro            | Bárbara Correa - Jeremías Ávila                                      | Universidad siglo XXI             | Argentina                         | Jorge Montero - Nicole Aris                                          | UDD                               | Chile                             | Pablo Cárdenas - Rodrigo Saravia       | UNIACC                                | Chile                                 |
| XV      | 2014 | Marley Coffee     | Alexander Rengifo - Felipe Díaz                                      | DuocUC Sede Viña del Mar          | Chile                             | Víctor Ravanal - Emanuelle Vargas                                    | DuocUC Sede Concepción            | Chile                             | Juan Pablo Cordero - Manuel de la Peña | UDD                                   | Chile                                 |
| XVI     | 2015 | Sin Marca         | Se realiza seminario sin concurso                                    | Se realiza seminario sin concurso | Se realiza seminario sin concurso | Se realiza seminario sin concurso                                    | Se realiza seminario sin concurso | Se realiza seminario sin concurso | Se realiza seminario sin concurso      | Se realiza seminario sin concurso     | Se realiza seminario sin concurso     |
| XVII    | 2016 | Sin Marca         | Se realiza seminario sin concurso                                    | Se realiza seminario sin concurso | Se realiza seminario sin concurso | Se realiza seminario sin concurso                                    | Se realiza seminario sin concurso | Se realiza seminario sin concurso | Se realiza seminario sin concurso      | Se realiza seminario sin concurso     | Se realiza seminario sin concurso     |
| XVIII   | 2017 | Cabify            | Manuel Villarroel - Iván Pacheco                                     | DuocUC Sede Viña del Mar          | Chile                             | Gonzalo Arismendy - Ignacio Valdés                                   | DuocUC Sede Viña del Mar          | Chile                             | No hubo tercer lugar, sólo menciones.  | No hubo tercer lugar, sólo menciones. | No hubo tercer lugar, sólo menciones. |
| XIX     | 2018 | Monoï Tiki Tahiti | Nathaly Barrera - Matías Cubillos - Flavia Sánchez - Ian Teichelmann | DuocUC Sede Viña del Mar          | Chile                             | Antonio Basáez, José Villablanca, Ignacio Valdés, Rodrigo San Martín | DuocUC Sede Viña del Mar          | Chile                             | No hubo tercer lugar, sólo menciones.  | No hubo tercer lugar, sólo menciones. | No hubo tercer lugar, sólo menciones. |
| XX      | 2023 | NotCo             | Desierto                                                             |                                   |                                   |                                                                      |                                   |                                   |                                        |                                       |                                       |